# Talisa Maegyr
 Talisa Maegyr es un personaje ficticio creado para la adaptación televisiva de HBO, Game of Thrones, cuyo guion es interpretado por Oona Chaplin. El personaje se introduce a comienzos de la segunda temporada de la serie y es muy recurrente. En la tercera temporada el personaje toma verdadera importancia en una de las tramas convirtiéndose en un personaje principal.

## Descripción del personaje
Talisa es representada como una mujer joven, bondadosa y empática, enfermera de vocación por lo que tiene un ferviente deseo de curar a los heridos en la guerra, lo cual la hace una mujer valiente pero también dulce y sentimental.  

## Historia

### Acontecimientos anteriores a su aparición en la serie
Talisa nació en Volantis. Sin embargo, a los doce años, tras ver como su hermano menor casi muere ahogado en el rio Rhoyne, antes de ser salvado por un esclavo que arriesgó su vida apartándola para salvarle (hecho que en Volantis merece un castigo de muerte) decidió dos cosas: que cuando llegara a la mayoría de edad, no desperdiciaría su vida bailando con otros nobles ni haciendo todo lo que una dama noble e inútil haría y que nunca más viviría en un lugar en el cual la esclavitud estuviera permitida.

### Segunda temporada
Talisa aparece en la serie tras la batalla de Cruce de Bueyes, donde cura a los heridos de ambos bandos, tanto norteños como Lannister. Conoce a Robb Stark al que le reprocha las decisiones que toma para obtener venganza por la reciente muerte de su padre, Ned Stark. Tras amputarle la pierna a un soldado Lannister, ella intenta explicarle que tal vez aquel muchacho sea el hijo de un pescador obligado a ir a la guerra para defender a un rey que no conoce. 
Talisa sigue al ejército de Robb Stark y éste le presenta a su madre Catelyn Tully, la cual tras despedir a Talisa y quedarse a solas con su hijo, le recuerda el trato que hicieron con Walder Frey, el cual consistía en que a cambio de cruzar el puente de la fortaleza de los Freys para poder participar en la guerra debía casarse con una de sus hijas. 
Hacia el final de la temporada, tras numerosos encuentros entre ambos y después de que Talisa le cuente su pasado, ambos admiten sus sentimientos y duermen juntos. Talisa y Robb se casan en secreto a pesar de la insistencia de Catelyn a su hijo de que conozca a la hija de Walder.

### Tercera temporada
Desde el comienzo de la tercera temporada, Talisa acompaña a las fuerzas de Robb. Se ven obligados a cambiar su ruta debido a la muerte de Lord Hoster Tully, señor de Aguasdulces y abuelo de Robb. Además también son informados de la desaparición de los hermanos menores de Robb, Bran Stark y Rickon Stark. 
En Aguasdulces, Talisa conforta a Robb e intenta ayudarle. Además de atender las heridas de los escuderos Lannister prisioneros, que luego son asesinados por orden de Lord Rickard Karstark, el cual será decapitado por traición.
Tras velar por su abuelo, comprenden de nuevo el camino a Los Gemelos, ya que tras enterarse Walder Frey del matrimonio de Robb con Talisa exige que su tío, Edmure Tully, ahora señor de Aguasdulces sea el que contraiga matrimonio con una de sus hijas. 
Tras yacer juntos, Talisa escribe una carta en valyrio a su madre mientras le dice a Robb que tal vez cuando la guerra acabara podrían visitar Volantis para presentarle a su madre a su esposo y a su nieto. Tras enterarse Robb del embarazo de Talisa ambos se abrazan. 
Finalmente llegan a Los Gemelos, donde son recibidos por Lord Walder Frey, quien les ofrece su hospitalidad. Talisa se encuentra presente en la boda de Lord Edmure Tully y Roslin Frey. Durante el banquete, Talisa habla con su esposo y le dice que si el hijo que espera resulta ser varón, le gustaría que se llamara Eddard como el padre de Robb. 
Tras el encamamiento (costumbre de Poniente en la que algunos invitados desnudan a los recién casados de camino al dormitorio), Lord Walder junto con Roose Bolton traicionan a Robb y asesinan a todos los invitados. Talisa es apuñalada varias veces en el vientre y pocos minutos después muere desangrada a pocos metros de su marido, el cual también había recibido numerosos flechazos.

## En relación concanción de hielo y fuego
El personaje de Talisa Maegyr no aparece en la obra de George R. R. Martin, pero su papel es muy parecido al de Jeyne Westerling, ya que ambas se enamoran de Robb a pesar de que pertenecen a familias distintas y no tienen ningún parecido físico.